# Ruine Lichteneck (Weilheim an der Teck)
Die Ruine Lichteneck ist eine abgegangene Höhenburg auf 615 m ü. NN bei dem Stadtteil Hepsisau der Stadt Weilheim an der Teck im Landkreis Esslingen in Baden-Württemberg.
Von der im 13. Jahrhundert von Marquard von Neidlingen erbauten, 1282 erstmals erwähnten und 1504 verfallenen Burg sind nur geringe Quadermauerwerkreste vorhanden.